# Clara Cernat
Clara Cernat, née le 2 août 1972 en Roumanie[précision nécessaire], est une violoniste et altiste roumaine, mariée au compositeur et pianiste Thierry Huillet.

## Biographie

### Formation
Clara Cernat apprend le violon dès l’âge de six ans au lycée de musique Georges Enescu à Bucarest. Elle obtient son baccalauréat dans cet établissement en 1990. Diplômée en 1995 de l’Académie de musique de Bucarest (actuellement Université de Musique de Bucarest), où elle fut élève et disciple du violoniste Ștefan Gheorghiu.
Elle est lauréate du premier grand prix du Concours international de violon J.S. Bach de Paris (1995), premier Grand Prix du Concours international de violon de Città di Andria (Italie), deuxième Prix et du Prix spécial Mozart du Concours international de violon Kloster-Schöntal (Allemagne).
Elle se perfectionne auprès du violoniste Tibor Varga à l’Académie Tibor Varga à Sion, en Suisse, de 1995 à 1997.

### Carrière
Elle forme un duo avec son mari Thierry Huillet, pianiste et compositeur,, puis se produit dans le trio Huillet, formé en 2014, avec le clarinettiste Gary Cayuelas Krasznai et Thierry Huillet au piano.
Clara Cernat est professeur[Depuis quand ?] hors-classe au conservatoire à rayonnement régional de Toulouse. En 1998 ses enregistrements pour la radiodiffusion roumaine entrent dans la Phonothèque d’Or[réf. souhaitée].
Elle a enregistré de nombreux CD et DVD des musiques de Georges Enesco, Ernst Bloch, Joaquín Turina, Thierry Huillet (Cinq Haïku pour alto et piano), Camille Saint-Saëns, Aymé Kunc, Franz Liszt et Ernest Chausson.
En 2013 Le projet "Le Petit Prince, concert pour violon, piano et voix d’enfant "de Thierry Huillet,, voit le jour.
Clara Cernat fait aux côtés de son mari Thierry Huillet, compositeur et pianiste, une carrière internationale,,,,,,,.
En juin 2018, elle se produit lors de la saison Musique en dialogue aux Carmélites avec la participation de Luc Ferry.
En 2021, elle écrit "La mandoline de Lviv" un conte musicale dont Thierry Huillet compose alors la musique. Le premier chapitre de cette œuvre est présenté lors d'une soirée spéciale sur France musique direct avec  Julie Depardieu (récitante), Julien Martineau à la mandoline et Thierry Huillet au piano.

## Discographie
La discographie de Clara Cernat est notamment la suivante, : 
- Récital live (Beethoven, Bloch, Brahms, Enesco, Fauré) - Thierry Huillet, piano (14 janvier 1997, éd. CCTH) (OCLC 44708009)
- Récital : Brahms, Beethoven, Fauré, Enescu, Bloch - Thierry Huillet, piano (1997, éd. Lelia Productions / Nuit transfigurée) (OCLC 1041342236)
- Les Révélations de l’ADAMI 1998 au MIDEM de Cannes (Enesco), éd. ADAMI -1998
- Chausson, Concert, Poème, Paysage, Dédicace - Orchestre de chambre de la radio roumaine, dir. Ludovic Bacs (février-mars 1998, éd. CCTH - Radio roumaine (OCLC 44708035)
- Enesco, Sonates pour violon et piano (23-25 octobre 1999, Lelia Productions / La Nuit Transfigurée LNT 340 102)[23] (OCLC 257072382)
- Bloch, Œuvres pour violon et piano (10-13 avril 2001, Lelia Productions / La Nuit Transfigurée LNT 340 108)[24] (OCLC 692816321)
- Turina, Sanluqueña (2003, Lelia Productions / La Nuit Transfigurée LNT 340 116)[25],[26]
- Poèmes lyriques & Musiques ingénues : Jean Clergue (12 pièces pour piano) et Marcel Dardigna, (Romance pour violon et piano) (2006, La Nuit Transfigurée LNT 340125)
- Miniatures #2 Clara Cernat, alto ; Thierry Huillet, piano - Ciortea, Marbé, Enacovici, Huillet, Capoianu, Bartók - 2006
- Kunc, Édition du cinquantenaire (13 février/29 avril 2008, Suoni e colori SC253462) (OCLC 858152876)
- Tzigane et diabolique : Saint-Saëns, Ravel, Liszt, Huillet, Porumbescu, Monti, Sarasate (Lelia Productions - 2015)
- Thierry Huillet, Œuvres pour violon et piano & pour piano seul, éd. Lelia Productions - 2015
- Les plus beaux arrangements de la musique classique  arr. pour violon et piano (Lelia Productions - 2015)
- 7 fables de La Fontaine - Thierry Huillet, piano (Lelia Productions - 2016)
- Soledad éd. Lelia Productions - 2016
- Thierry Huillet et le Haïku (Clara Cernat, Thierry Huillet, Damien Ventula, Sandrine Tilly) éd. Lelia productions 2017
- 5 Haïku Papillon - Thierry Huillet, piano (Lelia productions 2017)
- Rêveur, tzigane et diabolique2 (Saint-Saëns, Ravel, Liszt, Huillet, Porumbescu, Monti, Sarasate), éd. Mezzanotte
- Musique pour alto, clarinette et Piano Clara Cernat, alto ; Gari Cayuelas, clarinette ; Thierry Huillet, piano - éd Lelia productions 2017
- Un Requiem & Prélude pour alto et orchestre de Thierry Huillet - Laura Tatulescu, Sarah Defrise, Clara Cernat, Orchestre de Chambre de Toulouse - Lelia productions 2019
- Buenos Aires de Thierry Huillet - Clara Cernat, violon  - éd. Lelia Productions 2021
- Romanian Rhapsodies de Thierry Huillet - Orchestre de Chambre de Toulouse, Clara Cernat soliste violon - éd. Lelia Productions 2021
- Sérénade -  Clara Cernat, Carmen Martínez-Pierret - éd. Lelia Productions 2021
- Sanie Cu Zurgălăi - Single - Clara Cernat, Phil St George  - Violin / Electronic music - éd. Lelia Productions 2023